# Neve Campbell

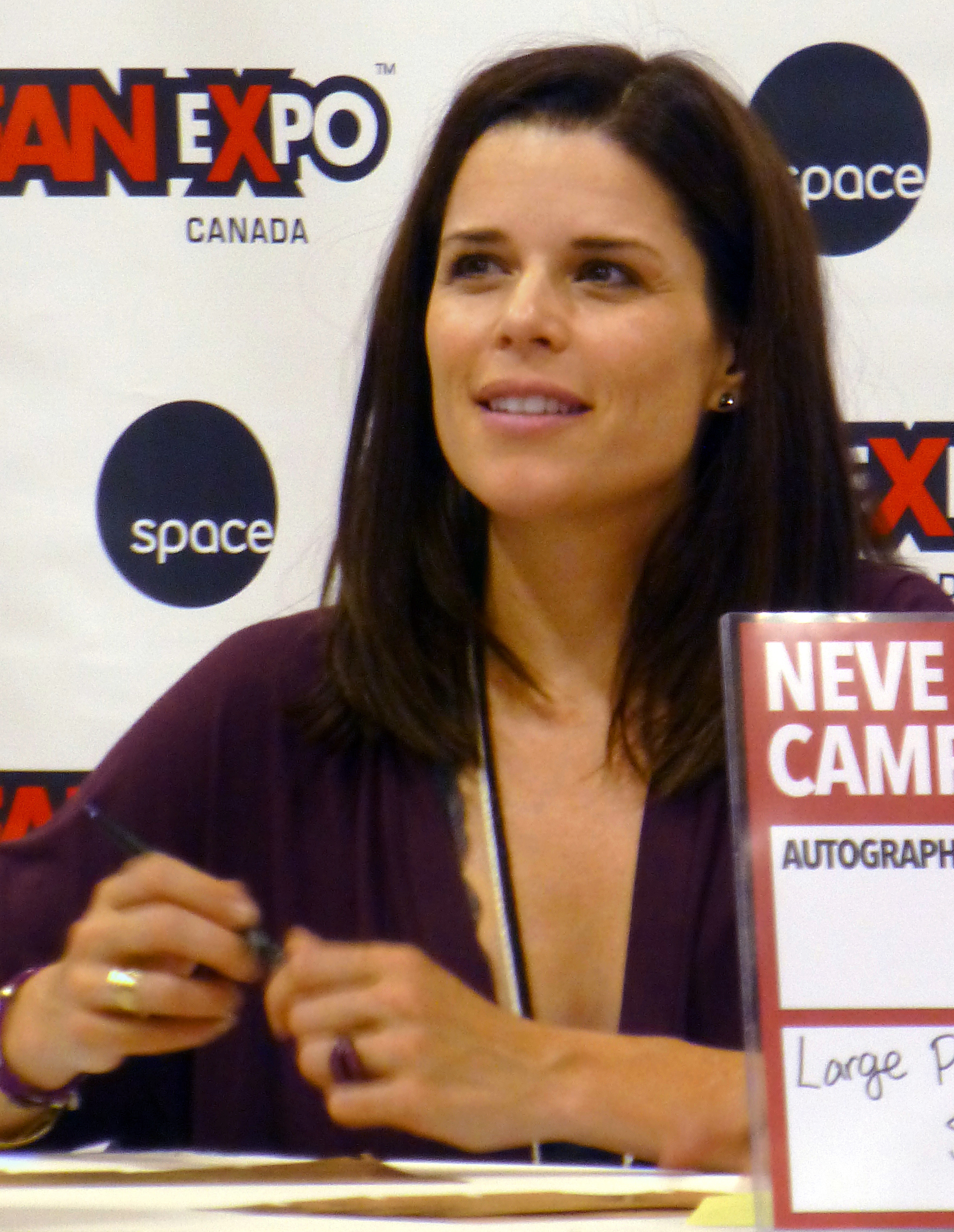
Neve Campbell (2015)

Neve Adrianne Campbell (* 3. Oktober 1973 in Guelph, Ontario) ist eine kanadische Schauspielerin. Sie wurde vor allem bekannt als Sidney Prescott in der Scream-Reihe (1996, 1997, 2000, 2011 und 2022) von Wes Craven sowie als Julia Salinger in der Fernsehserie Party of Five (1994–2000).

## Leben und Karriere
Campbell wurde 1973 als Tochter eines schottischen Vaters und einer niederländischen Mutter geboren. Ihr Vorname ist der Geburtsname ihrer Mutter und bedeutet Schnee auf Italienisch und Portugiesisch. Campbell begann ihre Showkarriere als Tänzerin. Sie trainierte an der National Ballet School of Canada und trat bei Aufführungen von Der Nussknacker und Dornröschen auf. Nach mehreren Verletzungen wechselte Campbell mit 15 Jahren vom Ballett zur Schauspielerei, unter anderem spielte sie im Phantom der Oper am Pantages Theatre in Toronto mit.
Ihre erste größere Rolle spielte Campbell in der kanadischen Jugendserie Catwalk (1992–1993). Bekannt wurde sie durch die Rolle der Julia Salinger in der Dramaserie Party of Five, die sie von 1994 bis 2000 spielte.
1996 feierte Campbell mit dem Film Der Hexenclub ihren ersten Kinoerfolg. Im selben Jahr schaffte sie den Durchbruch mit der Rolle der Sidney Prescott in Wes Cravens Horrorfilm Scream – Schrei!. In den folgenden Jahren war sie in zahlreichen Kinohits zu sehen. 1997 spielte sie in Scream 2 erneut die Hauptrolle. 1998 war sie neben Matt Dillon und Denise Richards in dem Erotik-Thriller Wild Things zu sehen. Im selben Jahr spielte sie die Soap-Darstellerin Julie Black in dem Drama Studio 54 mit Ryan Phillippe. In der Komödie Ein Date zu dritt spielte sie 1999 an der Seite von Matthew Perry. 1998 wurde sie vom People Magazine unter die „50 schönsten Menschen der Welt“ gewählt.
Nachdem sie 2000 in Scream 3 erneut die Sidney Prescott gespielt hatte, war sie anschließend überwiegend in Independentfilmen zu sehen. Der Thriller Panic (2000) und das Drama The Company – Das Ensemble (2003) wurden nur limitiert im Kino veröffentlicht, erhielten aber positive Kritiken. Bei The Company war Campbell nicht nur als Hauptdarstellerin, sondern auch als Drehbuchautorin und Produzentin tätig. Der Fernsehfilm Last Call (2002), in dem sie die Hauptrolle spielte, wurde 2003 für zwei Emmys nominiert. 2004 spielte sie im Independentfilm When Will I Be Loved mit. Auch dieser Film war trotz guter Kritiken im Kino kein Erfolg.
2006 war sie in dem Theaterstück Resurrection Blues zu sehen. Für das Stück stand sie gemeinsam mit Matthew Modine und Maximilian Schell auf der Bühne. Regie führte Robert Altman, mit dem Campbell schon für The Company zusammengearbeitet hatte.
2007 spielte sie in drei Folgen der dritten Staffel der Mysteryserie Medium – Nichts bleibt verborgen die Rolle einer Reporterin, die sich unter der Tarnung als Pharmavertreterin das Vertrauen eines Mediums erschleicht. Außerdem spielte sie eine Hauptrolle in der kurzlebigen Serie The Philanthropist (2009). 2011 war sie zum vierten Mal in der Rolle der Sidney Prescott in Scream 4 zu sehen. 2012 hatte sie eine Gastrolle in der Serie Grey’s Anatomy sowie 2014 in der Serie Mad Men. Von 2016 bis 2017 war sie in House of Cards zu sehen. 2018 spielte sie zusammen mit Dwayne Johnson in dem Film Skyscraper. 2022 wurde der fünfte Teil von Scream veröffentlicht. Eine Mitwirkung am sechsten Teil der Reihe schloss sie aus, da sie die angebotene Gage als zu gering erachtete. Neve Campbell spielt zudem  die Hauptfigur in der geplanten Krimi-Serie Avalon, diese wurde jedoch 2022 nach dem Piloten vom auftraggebenden Sender ABC abgelehnt.

## Persönliches
Campbell war von 1995 bis 1998 mit dem kanadischen Schauspieler Jeff Colt verheiratet. 2007 heiratete sie den britischen Schauspieler John Light, mit dem sie 2001 den Film Investigating Sex – Auf der Suche nach dem perfekten Orgasmus gedreht hatte. Im Dezember 2010 gab Campbell die Trennung von ihrem Ehemann bekannt. Seit August 2012 ist sie Mutter eines Sohnes. Sie engagiert sich für die kanadische Tourette Syndrome Foundation und die US-amerikanische Tourette Syndrome Association.
Tamara Taylor, mit der Campbell auch in Party of Five zusammenspielte, ist eine Cousine zweiten Grades.

## Filmografie

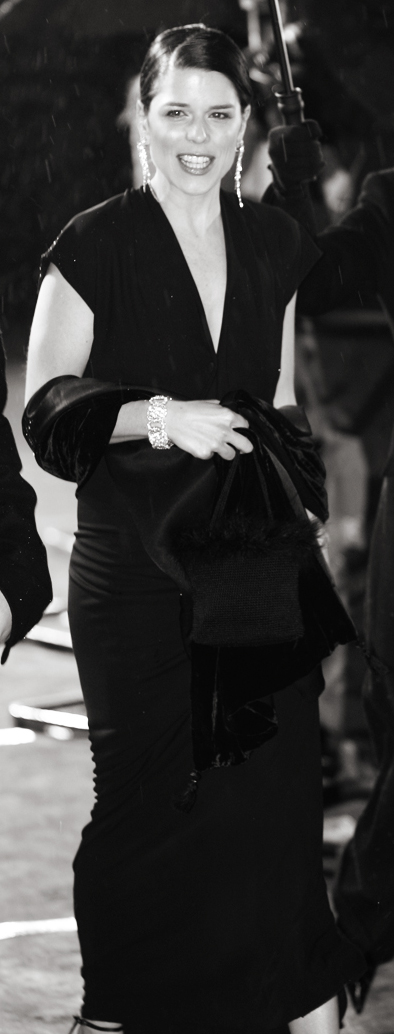
Campbell bei den British Academy Film Awards 2006 in London

### Filme
- 1994: The Passion of John Ruskin
- 1994: Paint Cans
- 1994: The Dark – Mörderische Nacht (The Dark)
- 1995: Love Child
- 1996: Der Hexenclub (The Craft)
- 1996: Das Gespenst von Canterville (Canterville Ghost)
- 1996: Scream – Schrei! (Scream)
- 1997: Scream 2
- 1998: Wild Things
- 1998: Studio 54 (54)
- 1998: Verrückt nach Corey (Hairshirt)
- 1998: Der König der Löwen 2 – Simbas Königreich (The Lion King II: Simba's Pride) (Stimme)
- 1999: Ein Date zu dritt (Three to Tango)
- 2000: Der Fall Mona (Drowning Mona)
- 2000: Panic
- 2000: Scream 3
- 2001: Investigating Sex – Auf der Suche nach dem perfekten Orgasmus (Investigating Sex)
- 2003: Lost Junction – Irgendwo im Nirgendwo (Lost Junction)
- 2003: The Company – Das Ensemble (The Company)
- 2003: Blind Horizon – Der Feind in mir (Blind Horizon)
- 2004: When Will I Be loved
- 2004: Churchill – The Hollywood Years
- 2006: Relative Strangers – Eltern und andere Katastrophen
- 2007: Partition
- 2007: I Really Hate My Job
- 2007: Closing the Ring – Geheimnis der Vergangenheit (Closing the Ring)
- 2008: Agent Crush (Stimme)
- 2011: Scream 4
- 2011: The Glass Man
- 2015: Walter
- 2018: Skyscraper
- 2018: Hot Air
- 2019: Castle in the Ground
- 2020: Clouds
- 2022: Scream

### Fernsehen
- 1991: Ultraman – Mein geheimes Ich (My Secret Identity) (Serie, 1 Folge)
- 1992: The Kids in the Hall (Serie, 1 Folge)
- 1992–1993: Catwalk (Serie, 24 Folgen, wiederkehrende Rolle)
- 1994: Im Netz des Wahnsinns (I Know My Son Is Alive) (Fernsehfilm)
- 1994: Inspektor Janek und der Psychokiller (The Forget-Me-Not Murders) (Fernsehfilm)
- 1994: Grusel, Grauen, Gänsehaut (Are You Afraid of the Dark ?) (Serie, 1 Folge)
- 1994: Kung Fu – Im Zeichen des Drachen (Kung Fu: The Legend Continues) (Serie, 1 Folge)
- 1994: Aventures dans le Grand Nord (Serie, 1 Folge)
- 1994–2000: Party of Five (Serie, Hauptrolle 142 Folgen)
- 1995: MADtv (Serie, 1 Folge)
- 1996: Das Gespenst von Canterville (The Canterville Ghost) (Fernsehfilm)
- 2002: Last Call (Fernsehfilm)
- 2005: Kifferwahn (Reefer Madness: The Movie Musical) (Fernsehfilm)
- 2007: Medium – Nichts bleibt verborgen (Medium) (Serie, 3 Folgen)
- 2008: Burn Up (TV-Zweiteiler)
- 2009: The Philanthropist (Serie, Hauptrolle, 8 Folgen)
- 2009: Die Simpsons (The Simpsons) (Serie, 2 Folgen, Stimme)
- 2009: Der Seewolf (Sea Wolf) (TV-Zweiteiler)
- 2012: Titanic – Blood and Steel (Miniserie, 6 Folgen)
- 2012: Grey’s Anatomy (Serie, 2 Folgen)
- 2013: An Amish Murder (Fernsehfilm)
- 2014: Mad Men (Serie, 1 Folge)
- 2015: Welcome to Sweden (Serie, 4 Folgen)
- 2015: Manhattan (Serie, 2 Folgen)
- 2016–2017: House of Cards (Serie, 25 Folgen)
- seit 2022: The Lincoln Lawyer (Serie, 13 Folgen)
- 2023: Twisted Metal (Serie, 2 Folgen)

## Auszeichnungen
Saturn Award
- 1997: Beste Hauptdarstellerin in Scream – Schrei!
- 1998: Nominierung als beste Hauptdarstellerin in Scream 2

Blockbuster Entertainment Award
- 1998: Beliebteste Schauspielerin – Horror in Scream 2
- 2001: Beliebteste Schauspielerin – Horror in Scream 3

Family Film Award
- 1996: Beste Schauspielerin – TV in Das Gespenst von Canterville

MTV Movie Award
- 1997: Nominierung als beste Schauspielerin in Scream – Schrei!
- 1998: Beste Schauspielerin in Scream 2
- 1999: Nominierung für den besten Filmkuss in Wild Things (mit: Matt Dillon und Denise Richards)
- 2000: Nominierung als beste Schauspielerin in Scream 3

Prism Award
- 2003: Beste Schauspielerin in einem Fernsehfilm in Last Call

Teen Choice Award
- 1999: Nominierung als TV – Choice Actress in Party of Five